# Receptáculo

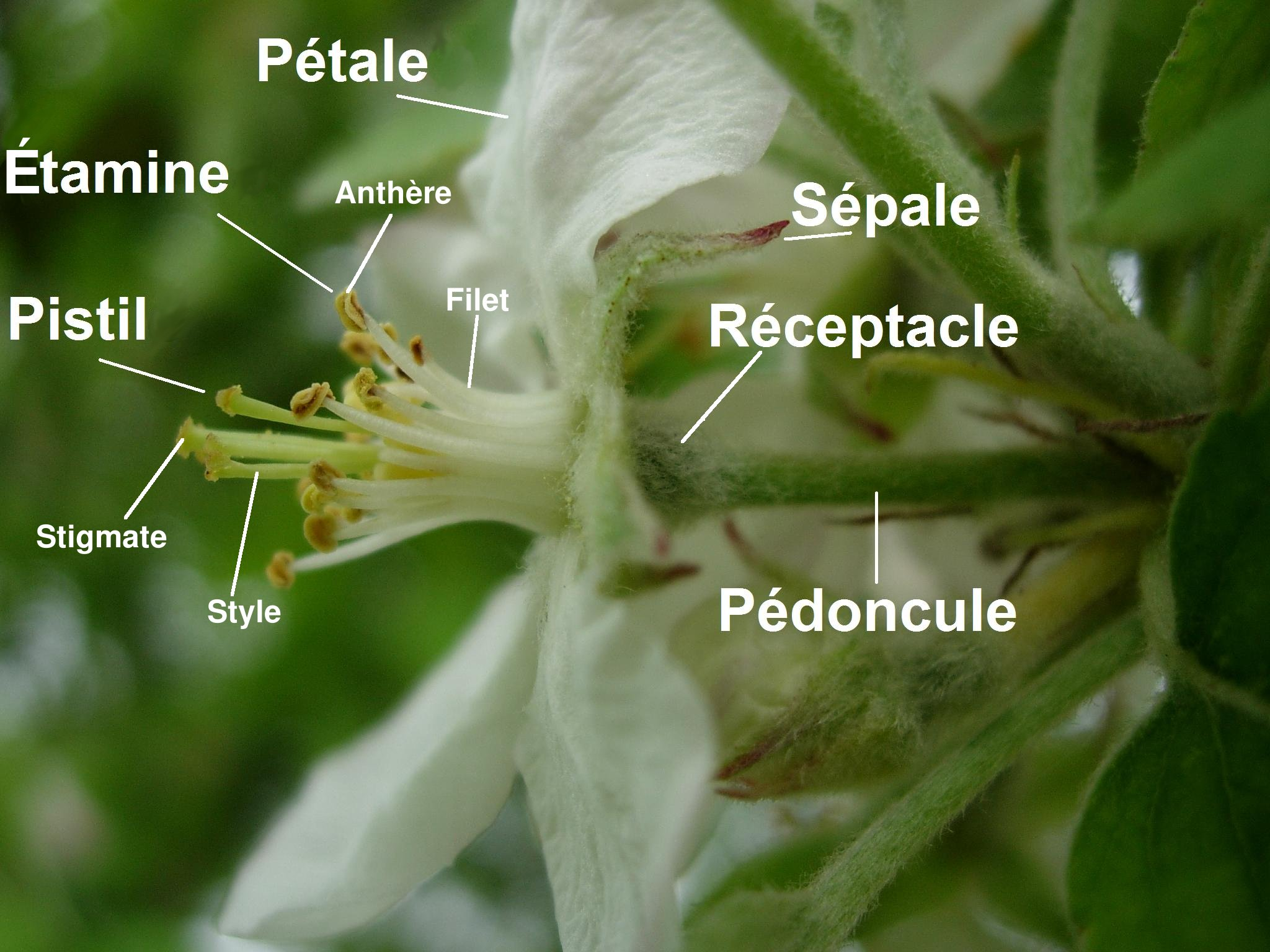
Flor de manzana.

La posición del receptáculo (r) en relación con el ovario en tres tipos de flores.

En botánica recibe el nombre de receptáculo el extremo dilatado, generalmente discoideo, del pedicelo floral en el que se insertan las diversas partes florales (cáliz, corola, androceo y gineceo). El término tálamo es un sinónimo. 
En ciertas familias de flores de ovario (por ejemplo: Rosaceae) recibe el nombre de hipanto.
Se suele aplicar también a la porción ensanchada de una inflorescencia en capítulo, en la que se insertan las flores individuales. En este caso el receptáculo es pluriáxico y suele denominarse receptáculo común.